# Arvid Järnefelt
Arvid Järnefelt (San Pietroburgo, 16 novembre 1861 – Helsinki, 27 dicembre 1932) è stato un giudice e scrittore finlandese.

## Biografia

### Vita privata
I genitori di Arvid erano il generale e governatore August Aleksander Järnefelt ed Elisabeth Järnefelt (nata Clodt von Jürgensburg). Arvid ebbe nove fratelli: Kasper, Erik, Ellida, Ellen, Armas, Aino, Hilja e Sigrid.
Arvid Järnefelt sposò Emilia Fredrika Parviainen a Jyväskylä il 6 settembre 1884. Ebbero cinque figli: Eero, Liisa, Anna, Maija ed Emmi. Eero divenne in seguito diplomatico e ambasciatore.

### Carriera
Järnefelt divenne un famoso autore alla fine del XIX secolo. Scrisse romanzi, racconti e memorie realistici, spesso tendenziosi ma psicologicamente penetranti.
Nel 1889 Arvid fondò il giornale Päivälehti con i suoi amici Eero Erkko e Juhani Aho. Päivälehti fu sostituito da Helsingin Sanomat nel 1904.
Arvid Järnefelt si interessò al tolstoismo, influenzato dalla madre Elisabeth. Aveva studiato legge e nel 1891 divenne apprendista avvocato a Vaasa. All'epoca aveva letto gli scritti dell'autore russo Lev Tolstoj ed era diventato un fan del tolstoismo. Arvid lasciò la sua carriera di avvocato e iniziò a vivere come tolstoista; divenne un contadino a Virkkala. Aiutava anche i poveri e i prigionieri.
Una delle sue opere teatrali, Kuolema (Morte) (1903, rivista nel 1911), presentava musiche di scena composte dal cognato Jean Sibelius, che comprendono il famoso Valse triste.